# 헤어스프레이 (1988년 영화)
《헤어스프레이》(영어: Hairspray)는 1988년 미국의 코미디 영화로, 존 워터스가 각본과 연출을 맡았다. 소니 보노, 루스 브라운, 디바인, 데비 해리, 이 작품으로 데뷔한 리키 레이크, 제리 스틸러가 주연을 맡았으며, 마지막 영화 출연작이 된 릭 오케이섹과 피아 자도라가 특별 출연했다. 《헤어스프레이》는 워터스의 이전 작품들과는 크게 다른 작품으로, 더 폭넓은 관객층을 겨냥했다. 《헤어스프레이》의 PG 등급은 워터스의 영화 중 가장 낮은 등급으로, 그의 이전 영화들은 대부분 MPAA로부터 X 등급을 받았다. 1962년 메릴랜드주 볼티모어를 배경으로, 스스로를 "통통하고 귀엽다"고 말하는 10대 소녀 트레이시 턴블래드가 지역 TV 쇼의 댄서로서 스타덤에 오르고 인종 분리에 맞서 싸우는 이야기를 다룬다.
《헤어스프레이》는 극장 개봉 당시 800만 달러의 수익을 올리며 적당한 성공을 거두었다. 하지만 1990년대 초 홈비디오 시장에서 더 많은 관객을 확보하며 컬트 영화가 되었다. 이 영화는 평단의 호평을 받았으며, 《엠파이어》지가 2008년 선정한 역대 최고의 영화 500편 중 444위를 차지했다.
이 영화는 디바인의 생전 마지막 작품으로, 그는 영화 개봉 3주 후 사망했다.
2002년, 이 영화는 같은 제목의 브로드웨이 뮤지컬로 각색되어 2003년 토니상 시상식에서 최우수 뮤지컬상을 포함해 8개 부문을 수상했다. 2007년에는 뉴 라인 시네마가 무대 뮤지컬을 원작으로 한 두 번째 영화 버전의 《헤어스프레이》를 제작했는데, 원작과 비교해 대본상 많은 변화가 있었다.
2022년, 이 영화는 "문화적, 역사적, 미학적으로 중요한" 작품으로 인정받아 미국 의회도서관에 의해 미국 국립영화등기부에 보존 작품으로 선정되었다.

## 줄거리
1962년 메릴랜드주 볼티모어에서 과체중 10대 소녀 트레이시 턴블래드는 인기 있는 지역 텔레비전 프로그램인 《코니 콜린스 쇼》에 출연하기를 꿈꾼다. 이 프로그램에서는 10대들로 구성된 "평의회"가 인기 노래에 맞춰 춤을 춘다. 어느 날 밤, 그는 절친한 친구 페니 핑글턴과 함께 몰래 쇼의 진행자 코니 콜린스가 진행하는 레코드 홉에 참석한다. 행사는 인종 분리되어 있었지만, 그는 프로그램의 월간 "니그로의 날"을 공동 진행하는 게스트 심사위원 모터마우스 메이벨 스텁스의 마음을 사로잡는다. 그날 밤 그와 파트너 펜더는 댄스 대회에서 승리하여, 쇼의 여왕이자 인종차별주의자인 부모 벨마와 프랭클린이 아프리카계 미국인의 입장을 금지하는 틸티드 에이커스 놀이공원을 소유한 무례하고 전형적으로 매력적인 고등학교 동급생 앰버 폰 터슬과 그의 남자친구 링크 라킨을 간신히 이긴다. 코니는 그에게 다음 날 WZZT 텔레비전 스튜디오에서 프로그램 오디션을 보라고 제안하고, 이에 그는 큰 머리를 탈색하고 부풀리고 헝클어뜨린다.
오디션에서 페니는 긴장하여 대답을 더듬고, 또 다른 소녀 나딘 카버는 흑인이라는 이유로 탈락한다. 트레이시는 춤 실력과 "모의 인터뷰" 도전에서의 뛰어난 수행으로 그날 오후 녹화부터 시작되는 평의회 자리를 얻는다. 코니는 트레이시의 체중을 조롱한 앰버를 하루 동안 정학시킨다.
이전에는 딸의 헤어스타일과 끊임없는 집착을 못마땅해했던 트레이시의 다소 강압적이고 마찬가지로 과체중인 어머니 에드나는 결국 딸의 새로운 명성을 즐기며 플러스 사이즈 여성을 위한 의류 매장인 헤프티 하이드어웨이에서 쇼핑을 한다. 주인인 핑키 씨는 트레이시를 알아보고 그를 모델로 고용한다. 학교에서 트레이시는 학생 헤어스타일 규정 위반으로 교장실에 불려가고, 교장은 그를 특수 교육 수업에 배정한다. 그곳에서 그는 학업적으로 뒤처지도록 보내진 흑인 학우들과 친구가 된다. 그는 1963년 미스 오토쇼 타이틀을 놓고 경쟁하면서 링크와 사랑에 빠지고, 이는 앰버의 질투심을 부채질한다. 후에 트레이시, 페니, 링크는 노스 애비뉴에 있는 메이벨의 R&B 레코드점에 초대되어, 그곳에서 메이벨의 딸 릴 이네즈를 만나고 "더 버드"와 "더 더티 부기" 같은 춤 동작을 배운다. 페니는 메이벨의 아들 시위드와 인종간 로맨스를 시작하고, 이에 충격을 받은 그의 부모 프루디와 패디는 그를 침실에 감금하고 사이비 정신과 의사 프레데릭슨 박사를 고용하여 백인 소년들과만 데이트하도록 세뇌시키려 한다.
이에 굴하지 않고 트레이시는 새로운 명성을 이용해 인종 통합을 지지한다. 한편 메이벨은 코니가 생방송 특별 녹화를 진행하는 틸티드 에이커스에서 시위를 조직하고, 이때 앰버는 거짓으로 트레이시의 헤어두가 바퀴벌레에 감염되었다고 주장한다. 흑인과 백인 시위대가 공원에 몰려들어 인종 폭동이 발생하고 녹화가 중단된다. 트레이시는 체포되고, 링크는 심각한 부상을 입으며, 폰 터슬 가족의 인종 통합 반대는 더욱 강해진다. 후에 폭동으로 부상을 입은 시위드는 페니가 집에서 탈출하여 부모로부터 도망치는 것을 돕고, 분노한 부모는 그를 절연한다.
코니는 1963년 미스 오토쇼 선발 대회에서 또 다른 특별 방송을 진행하지만, 트레이시는 교정 학교에 갇혀 있어 참석하지 못하고, 링크는 휠체어를 사용하게 된다. 프랭클린은 벨마의 높이 솟은 부팡 가발에 폭탄을 숨기고, 앰버가 패배할 경우 폭탄을 던지도록 계획한다. 한편 메이벨과 릴 이네즈는 주지사에게 수갑을 채우고 트레이시를 석방할 때까지 떠나지 않겠다고 한다. 미스 오토쇼가 발표되었을 때, WZZT 방송국 매니저 아빈 호지파일은 트레이시가 기술적으로는 승자이지만 실격 처리되었다고 밝히고, 대신 앰버가 왕관을 쓴다. 앰버가 승리를 축하하는 동안, 주지사는 동시에 트레이시를 무죄 방면하고, 트레이시는 선발 대회장으로 향한다. 아빈의 명령을 무시하고 코니는 이제 쇼가 통합되었다고 발표하고, 이후 트레이시는 바퀴벌레가 그려진 드레스로 갈아입고 "더 버그"라는 춤을 소개하며, 링크는 휠체어에서 일어나 그와 함께한다. 릴 이네즈가 앰버의 왕관을 압수하는 동안, 벨마의 가발에 있던 폭탄이 자연 발화하여 불타는 가발이 앰버의 머리에 떨어지면서 폰 터슬 가족의 방해 계획이 역효과를 내고, 경찰은 프랭클린과 벨마를 모두 체포한다. 트레이시는 정당한 왕관을 차지하고 모두에게 춤추기를 권한다.

## 출연
- 소니 보노
- 루스 브라운
- 디바인
- 데비 해리
- 리키 레이크
- 제리 스틸러
- 콜린 피츠패트릭
- 마이클 세인트제라드
- 클레이턴 프린스
- 숀 톰프슨
- 밍크 스톨
- 더그 로버츠
- 조시 찰스
- 제이슨 다운스
- 홀터 그레이엄
- 댄 그리피스
- 브룩 스테이시 밀스
- 릭 오캐식
- 피아 자도라

## 기타 제작진
- 공동 제작: 스탠리 F. 부크솔, 존 워터스
- 라인 제작: 로버트 메이어
- 협력 제작: 팻 모랜
- 배역: 메리 커훈, 팻 모랜
- 미술: 빈센트 퍼레이니오
- 의상: 밴 스미스

## 제작

### 기획
워터스는 《화이트 립스틱》이라는 제목으로 각본을 썼으며, 이야기는 실제 사건을 느슨하게 바탕으로 했다. 《코니 콜린스 쇼》는 실제 존재했던 《버디 딘 쇼》를 기반으로 했는데, 1950년대와 1960년대 초 볼티모어 지역에서 딕 클라크의 《아메리칸 밴드스탠드》를 대체했던 지역 댄스 파티 프로그램이었다. 워터스는 이전에 1986년 저서 《크랙팟: 존 워터스의 집착》에서 《버디 딘 쇼》에 대해 서술한 바 있다.

### 촬영
주요 촬영은 1987년 여름 볼티모어 지역 일대에서 진행되었다. 학교 장면들은 페리 홀 고등학교에서 촬영되었으며, 도서관, 1층의 영어 교실, 교장실이 촬영 장소로 사용되었다. 교장실에서는 한때 메인 로비에 걸려 있었던 해리 도시 고프의 문장(페리 홀 맨션 참조)이 문간으로 보인다. 틸티드 에이커스 놀이공원은 펜실베이니아주 앨런타운의 도니 파크 앤 와일드워터 킹덤이었다.
해리에 따르면, 워터스는 그가 연기뿐만 아니라 영화를 위한 음악도 연주하기를 원했지만 그의 레코드사 사이어가 반대했다고 한다.
《헤어스프레이》는 디바인의 생전 마지막 영화였다. 그는 1988년 3월 7일, 영화 시사회 3주 후이자 개봉 9일 후에 사망했다. 《헤어스프레이》는 워터스의 영화 중 디바인이 주연을 맡지 않은 유일한 작품이었다. 원래 디바인은 트레이시와 에드나 역할을 모두 맡을 것을 고려했었다. 영화 배급사인 뉴 라인 시네마의 임원들이 이 구상을 만류했고 결국 무산되었다. 대신 디바인은 에드나 턴블래드와 인종차별주의자 TV 방송국 매니저 아빈 호지파일 역할을 맡았다.

### 삭제된 장면들
후반 작업 중 여러 장면이 삭제되었는데, 이 중 일부는 완성된 영화에서 보이는 특정 플롯 전개에 대한 맥락을 제공한다.
첫 번째는 트레이시와 페니가 파크빌 재향군인회 레코드 홉에 가기 전 장면이다. 트레이시는 하디-하 조크 샵에서 첫 근무를 시작해야 했지만, 모든 손님을 쫓아버린 후 홉에 가도록 허락받는다. 조크 샵 손님들은 최종본 엔딩 크레딧에 여전히 등장한다.
또 다른 삭제된 장면에서는 트레이시가 학교를 빠지고, 에타 가운 샵에서 신발을 훔치고, 폰 터슬 가족의 집에 침입하여 앰버의 과산화수소 병을 사용해 앰버의 싱크대에서 머리를 탈색하는 모습이 나온다. 이는 트레이시가 《코니 콜린스》 오디션을 볼 때 머리색이 바뀐 이유를 설명해준다.
또 다른 삭제된 장면은 트레이시의 머리에 바퀴벌레를 넣는 장면이었다. 개봉 전에 삭제되었지만, 진 앤 웬델의 "더 로치"(1961)와 제리 달만과 나이트캡스의 "더 버그"(1958)와 같은 노래들, 그리고 트레이시가 검은 바퀴벌레가 그려진 이브닝 드레스를 입고 "미스 오토쇼" 대관식에 등장하는 등 최종본에 많은 관련 내용이 남아있다. 이 장면을 최종적으로 삭제하기로 한 결정에 대해 워터스는 "뉴 라인의 대표 밥 샤이가 아마도 정확하게 '이건 안 돼요. 이게 뭐죠, 부뉴엘 영화인가요?'라고 말했죠... 그리고 그의 말이 아마도 맞았을 거예요"라고 설명했다.
마지막 삭제 장면은 트레이시가 교정 학교에서 풀려나기 직전 오토쇼에서 10대들이 "더 스튜피디티"라는 1960년대의 잘 알려지지 않은 춤을 추는 뮤지컬 장면이었다. 하지만 워터스는 이 또한 적절하지 않다고 판단했다. 그는 "알다시피, 대단원에서 주연 배우가 바보처럼 보이게 하고 싶지는 않았죠"라고 말했다.

## 흥행과 평가

### 흥행 성적
《헤어스프레이》는 1988년 2월 26일 북미 79개 극장에서 개봉하여 첫 주말에 577,287달러의 수익을 올렸다. 3월 11일에는 227개 극장으로 확대 개봉하여 3월 11일부터 13일까지 966,672달러를 벌어들였다. 최종 극장 수입은 8,271,108달러를 기록했다.

### 비평가 반응
《헤어스프레이》는 진 시스켈로부터 4점 만점에 2점을, 로저 이버트로부터는 4점 만점에 3점을 받았다.
영화 리뷰 집계 사이트 로튼 토마토에서 이 영화는 46개의 리뷰를 기반으로 98%의 긍정적 평가를 받았으며, 평균 평점은 10점 만점에 7.9점을 기록했다. 이는 워터스의 영화 중 《멀티플 매니악스》에 이어 두 번째로 높은 평가다. 사이트의 평론가 합의는 "《헤어스프레이》는 아마도 존 워터스의 가장 접근하기 쉬운 영화일 것이며, 그런 만큼 레트로한 유쾌함이 담긴 부드러운 전복적 작품이다"라고 평했다. 가중 평균을 사용하는 메타크리틱에서는 14개의 리뷰를 바탕으로 100점 만점에 77점을 부여했으며, 이는 "대체로 호의적인" 평가를 의미한다. 워터스는 《헤어스프레이》에 대한 그의 가장 좋아하는 평론으로 《롤링 스톤》의 데이비드 에델스타인의 리뷰를 꼽았다. "브래디 가족과 맨슨 가족 모두가 사랑할 수 있는 가족 영화"

### 수상
이 영화는 독립영화 정신상에 6개 부문 후보로 지명되었으며, 선댄스 영화제에서 심사위원 대상 후보에 올랐다.

## 같이 보기
- 《헤어스프레이 (뮤지컬)》
- 《헤어스프레이 (2007년 영화)》

## 주해
1. ↑  《코니 콜린스 쇼》는 실존했던 《버디 딘 쇼》를 바탕으로 하였다.[8]